# Кианкиз
Кианкиз — река в России, протекает по Ставропольскому краю. Устье реки находится в 24 км по правому берегу реки Янкуль. Длина реки составляет 21 км, площадь водосборного бассейна 118 км².

## Данные водного реестра
По данным государственного водного реестра России относится к Донскому бассейновому округу, водохозяйственный участок реки — Калаус, речной подбассейн реки — бассейн притоков Дона ниже впадения Северского Донца. Речной бассейн реки — Дон (российская часть бассейна).
Код объекта в государственном водном реестре — 05010500212108200000766.